# Kostelec na Hané
Kostelec na Hané (německy Kosteletz in der Hanna) je malé město ležící u říčky Romže asi 5 km severozápadně od Prostějova. Je železničním uzlem lokálního významu, rozdvojují se zde železniční tratě Třebovice v Čechách – Prostějov (úsek 306) a Olomouc–Prostějov (309). Statut města získal Kostelec na Hané v roce 1970, žije zde přibližně 2 800 obyvatel a je druhým největším městem v okrese Prostějov.

## Název
Název Kostelec je odvozen od latinského slova castellum – zděné nebo dřevěné chráněné a opevněné sídlo. V dřívějších dobách mělo město postupně název Kostelec, Kostelec nad řekou Romží blíže města Prostějova a Kostelec u Prostějova. Svůj nynější název Kostelec na Hané získalo v roce 1918.

## Historie
Kostelec patřil pod panství Plumlovské a jeho majiteli byly rody Kravařů, Pernštejnů a Lichtenštejnů.
První zmínky o Kostelci nacházíme v roce 1141 v listině olomouckého biskupa Jindřicha Zdíka. Roku 1273 získal Plumlovské panství Mikuláš I. Opavský. Roku 1322 ho získal Vok z Kravař. Jako městečko je uveden Kostelec na listině pana Adama z Konice a ze Stražiska olomouckému biskupovi Janu Volkovi z roku 1340.

## Geografie
Kostelec na Hané se nachází na východním úpatí Drahanské vrchoviny po levé straně Hornomoravského úvalu a je ze severu chráněn masivem Velkého Kosíře. Nedaleko města protéká říčka Romže.
Sousední obce nebo části obcí jsou Stařechovice na severu, Slatinky a Kaple na severovýchodě, Čelechovice na Hané na východě, Smržice, Prostějov a Krasice na jihovýchodě, Čechovice, Domamyslice a Mostkovice na jihu, Ohrozim a Lešany na jihozápadě, Bílovice-Lutotín na západě a Hluchov na severozápadě.

## Obyvatelstvo

### Struktura
Vývoj počtu obyvatel za celou obec i za jeho jednotlivé části uvádí tabulka níže, ve které se zobrazuje i příslušnost jednotlivých částí k obci či následné odtržení.
| Místní části   | Místní části          | 1869 | 1880 | 1890 | 1900 | 1910 | 1921 | 1930 | 1950 | 1961 | 1970 | 1980 | 1991 | 2001 | 2011 |
| -------------- | --------------------- | ---- | ---- | ---- | ---- | ---- | ---- | ---- | ---- | ---- | ---- | ---- | ---- | ---- | ---- |
| Počet obyvatel | část Kostelec na Hané | 1365 | 1541 | 1745 | 1869 | 2204 | 2274 | 2804 | 2499 | 2616 | 2454 | 2785 | 2688 | 2724 | 2791 |
| Počet domů     | část Kostelec na Hané | 217  | 249  | 267  | 299  | 367  | 414  | 505  | 593  | 606  | 642  | 677  | 751  | 763  | 806  |

## Pamětihodnosti
- Kostel svatého Jakuba Staršího – farní kostel, svou současnou podobu získal v době vrcholného baroka podle plánů stavitele Antona Erharda Martinelliho
- Radnice – její vznik v roce 1771 připomíná pamětní deska na průčelí radniční věže
- před kostelem ručně kovaná hřbitovní brána z roku 1747 a v její blízkosti socha sv. Valentina
- barokní sochy sv. Jana Nepomuckého a Panny Marie
- Přírodní park Velký Kosíř
- Červený domek – historické muzeum básníka Petra Bezruče
- Pomník Petra Bezruče – socha, autor: Karel Otáhal
- Kostelecká lípa – prastarý strom, který přežil nespočet nepříznivých událostí, nositel ocenění Strom hrdina za rok 2022
- Pomník obětem 1. světové války – pomník
- Pomník obětem 2. světové války – pomník, autoři: Stawaritschovi
- Barokní sýpka

## Osobnosti
- Karel Otáhal, sochař a malíř
- Petr Bezruč, básník

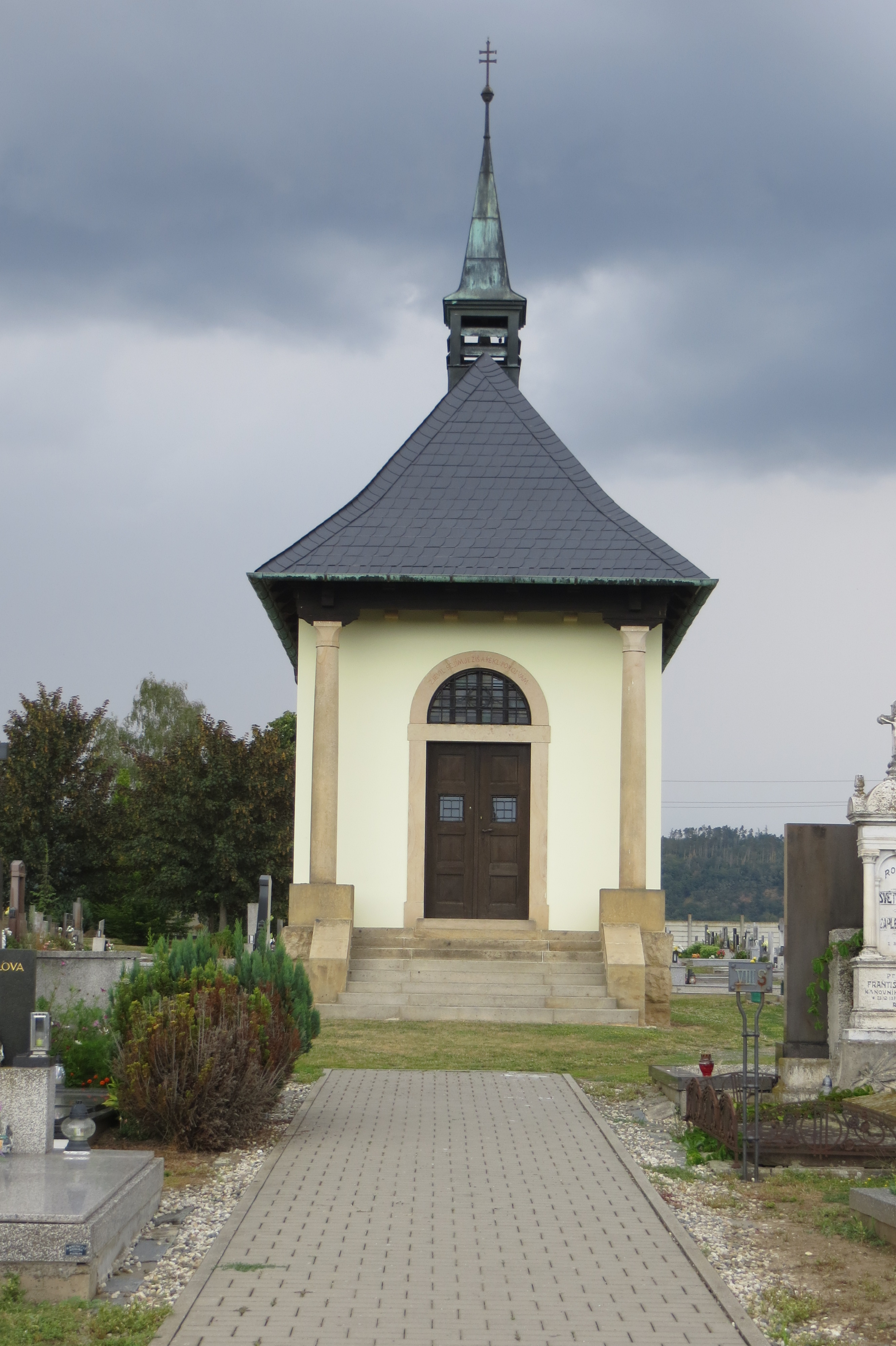
Hřbitovní kaple

- Josef Vaca, profesor, básník a sólista pěveckého sdružení moravských učitelů
- Rudolf Štafa, akademický sochař a malíř
- Květoslav Bubeník, scénograf Národního divadla v Praze
- Ludmila Losíková, hanácká básnířka a národopisná pracovnice
- Jan Pospíšil, lidový léčitel
- Josef Tesař, lidový léčitel
- Františka Trnková, ředitelka školy a dlouholetá hospodyně básníka Petra Bezruče v Červeném domku
- Filip Cyril Župka, spisovatel
- P. Karel Loníček, spisovatel
- Jan Nehera, podnikatel, průmyslník, majitel velké továrny na oděvy v Prostějově
- Miroslav Srostlík, umělecký řezbář
- Stawaritschovi, umělečtí kováři
- Jiří Drtil, hudebník
- Karl Ptaczek, právník a politik
- František Karas, kněz, na vlastní náklady nechal zbudovat hřbitovní kapli, v níž je pohřben
- Jakub Vojáček, hostinský, podnikatel a majitel palírny v domě U Zeleného stromu
- Martin Hámor starší, lukostřelec
- Josef Dolívka, publicista a sběratel výtvarného umění
- Matouš Ulický, kněz a vůdce selského povstání
- Julius Volek-Choráz, učitel, novinář a politik

## Společenský život
Ve městě se nachází sokolovna, kde se pořádají plesy, cvičení Sokola atd.
Sportovně je Kostelec na Hané velmi rozmanitý. Působí zde házenkářský klub TJ Sokol Kostelec na Hané - HK, fotbalový klub FC Kostelec na Hané, lukostřelecký oddíl TJ Sokol Kostelec na Hané LK 1997, florbalový klub TJ Sokol Kostelec na Hané - HK, či organizace sportovní i rekreační střelby z kuše Savana klub kuší Kostelec na Hané. Dříve zde také působil klub ledního hokeje. Nachází se zde i golfové hřiště.
Dále zde působí Sbor dobrovolných hasičů, zařazený do druhé kategorie jednotek požární ochrany (JPO II).
Ve městě v tzv. Červeném domku pobýval v letech 1939 až 1958 básník Petr Bezruč. Domek slouží jako muzeum historického a kulturního dědictví tohoto básníka.
V letech 2015 až 2020 zde také fungovala galerie – tzv. Zelený domeček, kde se pravidelně pořádaly výstavy.